# アルデンホーフェンの戦い (1793年)
アルデンホーフェンの戦い（アルデンホーフェンのたたかい、英語: Battle of Aldenhoven）はフランス革命戦争中の1793年3月1日、フリードリヒ・ヨシアス・フォン・ザクセン＝コーブルク＝ザールフェルト率いるハプスブルク帝国（オーストリア）軍がルネ・ジョゼフ・ド・ラヌー率いるフランス軍に攻撃した戦闘。オーストリア軍はルール川の渡河に成功、続いてカール・フォン・エスターライヒ＝テシェン率いる騎兵突撃でフランス軍を敗走させ、大損害を強いた。戦闘はケルンから約55キロメートル西のアルデンホーフェンで行われた。
シャルル・フランソワ・デュムーリエ率いるフランス軍が1792年11月6日のジュマップの戦いで勝利した後、オーストリア領ネーデルラントの大半侵略して回った。その後の冬季戦役について、デュムーリエはフランシスコ・デ・ミランダがマーストリヒトを包囲している最中に、ルール川沿いにいたラヌーの軍勢を援護にネーデルラント連邦共和国に侵攻しようとした。オーストリア政府はネーデルラントを回復するためにコーブルクを派遣、コーブルクは3月1日にアルデンホーフェンでフランス軍を敗走させた。直後の18日に行われたネールウィンデンの戦いで両軍は雌雄を決した。

## 両軍の勢力
勝敗を決した騎兵突撃はテシェン公が第31ラトゥール竜騎兵連隊（Latour）と第32エステルハージ・フザール連隊（Esterhazy）を率いて行ったものだった。ラヌーの軍勢は7個歩兵大隊、6個騎兵大隊、大砲12門で合計9千人だった。フランス軍は第3、4擲弾兵大隊、リエージュ大隊（Liège）、第14軽歩兵大隊、第2パリ国民衛兵大隊、第29歩兵連隊の2個大隊、第6、12軽騎兵大隊で構成された。ラヌーの副官の1人にアンリ・クリスチャン・ミシェル・ド・ステンゲルがいた。

## 結果
オーストリア軍の損害が50人に留まったのに対し、フランス軍の損害は2千人だった。さらに300人が捕虜になり、大砲7門と軍旗2本が鹵獲された。鹵獲された軍旗のうち1本は第29歩兵連隊から鹵獲されたものだった。この敗北によりマーストリヒトの包囲が放棄された。ステンゲルは3日間失踪し、寝返ったと考えられたが後に軍賃金の箱をもち、第12軽騎兵大隊を率いてナミュールに現れた。3月9日、北方軍（左翼）、ベルギー方面軍（中央）、アルデンヌ方面軍（右翼）がルーヴェンでフランシスコ・デ・ミランダの指揮のもとに再集結した。